# Saint-Martin-de-Bernegoue
 Saint-Martin-de-Bernegoue  es una población y comuna francesa, situada en la región de Poitou-Charentes, departamento de Deux-Sèvres, en el distrito de Niort y cantón de Prahecq.

## Demografía
| 384 | 378 | 380 | 564 | 676 | 697 |
| Para los censos de 1962 a 1999 la población legal corresponde a la población sin duplicidades (Fuente: INSEE [Consultar]) |     |     |     |     |     |